# Chamaesphecia jitkae
Chamaesphecia jitkae is een vlinder uit de familie wespvlinders (Sesiidae), onderfamilie Sesiinae.
De wetenschappelijke naam van de soort is voor het eerst geldig gepubliceerd door Špatenka in 1987. De soort komt voor in het Palearctisch gebied.